# Кругликово (станция)
Кру́гликово — станция Дальневосточной железной дороги в станционном посёлке Кругликово в районе имени Лазо Хабаровского края России.

## География
Станция находится внутри одноимённого села – центра сельского поселения, численностью 500 человек.
Располагается между: о.п. 8573 км и о.п. Зоевка.

## История
Станция Кругликово была названа в 1900 году в честь Николая Сергеевича Кругликова (16.11.1861–28.10.1920), инженера путей сообщения, помощника начальника работ по постройке южно- и северно- уссурийских железных дорог (1885-1898), вице-директора правления Китайско-Восточной железной дороги (1908-1918).
От станции Кругликово начиналась ведомственная Оборская железная дорога, в настоящее время разобрана.

## Работа
- Станция осуществляет:
  - приём и выдачу грузов повагонными отправками, допускаемых к хранению на открытых площадях;
  - продажу пассажирских билетов и
  - приём (выдачу) пассажирского багажа (или нет[1]).
- Пути следования поездов через станцию Кругликово:
  - Владивосток - Благовещенск;
  - Владивосток - Пенза;
  - Владивосток - Советская Гавань;
  - Владивосток - Томск;
  - Владивосток - Тында;
  - Владивосток - Ульяновск;
  - Советская Гавань - Владивосток.
- За день проходит 9 электропоездов.

## Ближайшие транспортные узлы
| Название    | Тип                  | Расстояние |
| ----------- | -------------------- | ---------- |
| Зоевка      | автобусная остановка | ~ 4 км     |
| 8571 км     | остановочный пункт   | ~ 5 км     |
| Чирки       | остановочный пункт   | ~ 7 км     |
| Корфовская  | ж/д станция          | ~ 13 км    |
| Корфовский  | автобусная остановка | ~ 13 км    |
| Переяславка | автобусная остановка | ~ 14 км    |